# The Dirty Story: The Best of Ol’ Dirty Bastard
The Dirty Story: The Best of Ol’ Dirty Bastard – kompilacyjny album  amerykańskiego rapera Ol’ Dirty Bastarda, członka Wu-Tang Clanu. Album ukazał się w sprzedaży 18 września 2001 roku nakładem Elektra Records.

## Lista utworów
Opracowano na podstawie źródła.
1. Shimmy Shimmy Ya
2. Brooklyn Zoo
3. Got Your Money (gośc. Kelis)
4. Dirty Dancin (gośc. Method Man)
5. Raw Hide (gośc. Method Man, Raekwon)
6. Proteck Ya Neck II The Zoo (gośc. 12 O'Clock, 60 Second Assassin, Buddha Monk, Killah Priest, Murdoc, Prodigal Sunn, Shorty Shit Stain, Zu Keeper)
7. Recognize (gośc. Chris Rock)
8. Cold Blooded
9. Fantasy (remix) (gośc. Mariah Carey)
10. I Can't Wait
11. Good Morning Heartache (gośc. Lil' Mo)